# Парк-дендрарій Талицького лісотехнікуму
Парк-дендрарій Талицького лісотехнікуму (рос. Парк-дендрарий Талицкого лесотехникума) — дендрологічний парк у межах міста Талиця Свердловської області, Росія. Один з найстаріших на Середньому Уралі пунктів по акліматизації рослин.
Парк закладений у 1896 році на базі Талицької лісової школи. Вперше вирощування інтродукційованих порід проведено в 1897 році під керівництвом лісівника С.Г. Вронського, а в подальшому під керівництвом великих радянських дендрологів В.Ф. Овсяннікова й Е.І. Адамовича. У дендрарії виростає 45 видів деревних і чагарникових порід, в тому числі: акація біла, бархат амурський, бруслина крилата, барбарис звичайний, виноград амурський, в'яз гладкий, дуб черешчатий, жимолость татарська, жимолость золотиста, жимолость синя, жестер проносний, ірга круглолиста, кизильник блискучий, клен татарський, клен гостролистий, клен ясенелистий, лимонник китайський, ліщина звичайна, маакія амурська, горіх маньчжурський, бузок волохатий, бузок звичайний, таволга дубровколисна, терен, тополя бальзамічна, тополя чорна, тополя біла, чубушник вінцевий та ін. Особливу цінність представляють посадки оксамиту амурського і маакії амурської, які є найстарішими на Середньому Уралі. Естетичну цінність представляють алеї, обсаджені ялицею сибірською, ялиною сибірською і модриною Сукачова.
Постановою Уряду Свердловської області від 17 січня 2001 року № 41-ПП парк-дендрарій Талицького лісотехнікуму включений до переліку дендрологічних парків і ботанічних садів обласного значення. Охорона території парку покладається на адміністрацію Талицького міського округу.